# Бернольди, Энрике
Энри́ке Анто́нио Ла́нге де Силве́риу э Берно́льди (порт. Enrique Antônio Langue de Silvério e Bernoldi, род. 19 октября 1978, Куритиба) — бразильский автогонщик, участник чемпионата мира по автогонкам в классе Формула-1.

## Биография
Начал заниматься картингом в 1988 году, в последующие несколько лет выиграл два титула чемпиона Бразилии по картингу. В 1996 году стал чемпионом Европы в Формуле-Рено. На следующий год перешёл в британскую Формулу-3, где в 1998 году выиграл вице-чемпионский титул. Позже выступал в Формуле-3000, параллельно работая тест-пилотом в команде Формулы-1 Sauber. В 2001—2002 годах выступал в чемпионате мира Формулы-1 за команду Arrows, очков не набрал. Позже выступал в Мировой серии Nissan и бразильском чемпионате кузовных автомобилей. В 2008 году выступал в гонках Индикар.

## Результаты гонок в Формуле-1
| Легенда к таблице |                                                                    |
| --- | ------------------------------------------------------------------ |
| В таблице перечислены результаты всех Гран-при Формулы-1, в которых принимал участие гонщик. Строками таблицы являются сезоны, столбцами — этапы чемпионата мира. В каждой клетке указаны сокращённое название этапа и результат, дополнительно обозначенный цветом. Расшифровка обозначений и цветов представлена в нижеследующей таблице. |                                                                    |
| \| Пример \| Описание \| \| ------------ \| ------------------------------------------------------------------ \| \| 1 \| Победитель \| \| 2 \| Второе место \| \| 3 \| Третье место \| \| 5 \| Финишировал, заработав очки \| \| Сход \| Не финишировал, но при этом заработал очки \| \| 12 \| Финишировал, не получив очков \| \| НКЛ \| Финишировал, но не попал в финальную классификацию \| \| 15 \| Участвовал вне зачёта, либо по отдельной классификации \| \| 18 \| Не финишировал, но попал в финальную классификацию \| \| Сход \| Не финишировал \| \| НКВ \| Не прошёл квалификацию \| \| НПКВ \| Не прошёл предквалификацию \| \| ДСК \| Дисквалифицирован \| \| ИСК \| Исключён из протокола соревнований \| \| ТТ \| Заявлен для участия только в тренировках \| \| НС \| Участвовал в квалификации, но не стартовал в гонке \| \| Т \| Травмирован или болен \| \| ОТК \| Отказ от участия \| \| НТР \| Прибыл на соревнования, но на трассу не выезжал \| \| НПР \| Был заявлен в числе участников, но не прибыл к началу соревнований \| \| О \| Соревнования отменены \| \| \| Не участвовал \| \| Поул-позиция \| \| \| Быстрый круг \| \| |                                                                    |
| Пример | Описание                                                           |
| 1 | Победитель                                                         |
| 2 | Второе место                                                       |
| 3 | Третье место                                                       |
| 5 | Финишировал, заработав очки                                        |
| Сход | Не финишировал, но при этом заработал очки                         |
| 12 | Финишировал, не получив очков                                      |
| НКЛ | Финишировал, но не попал в финальную классификацию                 |
| 15 | Участвовал вне зачёта, либо по отдельной классификации             |
| 18 | Не финишировал, но попал в финальную классификацию                 |
| Сход | Не финишировал                                                     |
| НКВ | Не прошёл квалификацию                                             |
| НПКВ | Не прошёл предквалификацию                                         |
| ДСК | Дисквалифицирован                                                  |
| ИСК | Исключён из протокола соревнований                                 |
| ТТ | Заявлен для участия только в тренировках                           |
| НС | Участвовал в квалификации, но не стартовал в гонке                 |
| Т | Травмирован или болен                                              |
| ОТК | Отказ от участия                                                   |
| НТР | Прибыл на соревнования, но на трассу не выезжал                    |
| НПР | Был заявлен в числе участников, но не прибыл к началу соревнований |
| О | Соревнования отменены                                              |
| | Не участвовал                                                      |
| Поул-позиция |                                                                    |
| Быстрый круг |                                                                    |

| Сезон | Команда | Шасси      | Двигатель | Ш | 1        | 2        | 3        | 4        | 5        | 6        | 7      | 8        | 9        | 10       | 11      | 12       | 13       | 14     | 15       | 16     | 17     | Место | Очки |
| ----- | ------- | ---------- | --------- | - | -------- | -------- | -------- | -------- | -------- | -------- | ------ | -------- | -------- | -------- | ------- | -------- | -------- | ------ | -------- | ------ | ------ | ----- | ---- |
| 2001  | Arrows  | Arrows A22 | Asiatech  | B | АВС Сход | МАЛ Сход | БРА Сход | САН 10   | ИСП Сход | АВТ Сход | МОН 9  | КАН Сход | ЕВР Сход | ФРА Сход | ВЕЛ 14  | ГЕР 8    | ВЕН Сход | БЕЛ 12 | ИТА Сход | США 13 | ЯПО 14 | 21    | 0    |
| 2002  | Arrows  | Arrows A23 | Cosworth  | B | АВС ДСК  | МАЛ Сход | БРА Сход | САН Сход | ИСП Сход | АВТ Сход | МОН 12 | КАН Сход | ЕВР 10   | ВЕЛ Сход | ФРА НКВ | ГЕР Сход | ВЕН      | БЕЛ    | ИТА      | США    | ЯПО    | 22    | 0    |